# 斯氏真蛇䲁
斯氏真蛇䲁（學名：Ophioblennius steindachneri），為輻鰭魚綱鳚形目䲁科真蛇䲁屬的一種，該物種名稱是為了紀念奧地利魚類學家弗朗茨·施泰因達赫納（Franz Steindachner，1834-1919），分布於東太平洋墨西哥塞巴斯蒂安·維斯卡諾灣(SebastiánVizcaíno Bay)和加利福尼亞灣北部至秘魯，包括加拉巴哥群島海域，深度0至18公尺，本魚體延長，略側扁，頭短鈍，具一對犬齒，頭部，眼睛上方、頸背上以及前鼻孔後緣有觸鬚，頭部和身體深棕色，頭部和身體前部通常有黃色條紋，眼睛後面有一個深棕色或黑色斑點，背鰭硬棘12-13枚、背鰭軟條21-23枚、臀鰭硬棘2枚、臀鰭軟條24枚，體長可達18公分，棲息在陡峭的岩礁湧浪區，以藻類與固著無脊椎動物為食，雌魚產附著性卵，雄魚有護卵行為，幼魚為浮游性，生活習性不明，可做為觀賞魚。